# گوتردامرونگ
گوتردامرونگ (آلمانی: Götterdämmerung) یا شامگاه ایزدان، عنوان چهارمین و آخرین اپرا از چهار اپرای حلقهٔ نیبلونگ اثر ریشارد واگنر، آهنگ‌ساز نامدار آلمانی است. این اثر نخستین نمایش عمومی خود را در سالن اپرای بایرویت در ۱۷ اوت ۱۸۷۶، به عنوان بخشی از اولین اجرای کامل حلقه نیبلونگ برگزار کرد.
این عنوان در زبان نورس باستان به معنی فرجام خدایان یا راگناروک ترجمه می‌شود، که در اساطیر اسکاندیناوی اشاره به نبرد بزرگی است که میان ایزدان و مخلوقات مختلفی صورت می‌گیرد و سرانجام جهان در آتش می‌سوزد و در آب غوطه‌ور می‌شود، اما نهایتاً جهان از نو ظهور خواهد کرد، تمیز و تطهیر شده، و عصر زرین جدید از نو آغاز خواهد شد. با این حال در ادامهٔ داستان حلقه، نسخهٔ واگنر به طور قابل توجهی از منابع نورس باستان فاصله می‌گیرد.

## نقش‌ها
| نقش         | نوع صدا      | بازیگران نخستین نمایش، ۱۷ اوت ۱۸۷۶ (رهبر: هانس ریچر) |
| ----------- | ------------ | ---------------------------------------------------- |
| زیگفرید     | تنور         | جورج آنگر                                            |
| برونهیلد    | سوپرانو      | آمالی ماترنا                                         |
| گونار       | باریتون      | آیگن گورا                                            |
| گودرون      | سوپرانو      | ماتیلدا وکرلین                                       |
| هاگنی       | باس          | گوستاو سایر                                          |
| آلبریک      | باریتون      | کارل هیل                                             |
| والت‌راته    | متزو سوپرانو | لوئیس جید                                            |
| اولین نورن  | کنترآلتو     | یوهانا جکمن واگنر                                    |
| دومین نورن  | متزو سوپرانو | جوزفین شفسکی                                         |
| سومین نورن  | سوپرانو      | فردریک گرون                                          |
| ووگلینده    | سوپرانو      | لی‌لی لیمان                                           |
| ول‌گونده     | سوپرانو      | ماری لیمان                                           |
| فلوس‌هیلده   | متزو سوپرانو | مینا لامرت                                           |
| واسال، زن‌ها |              |                                                      |